# Theater Kristianstad

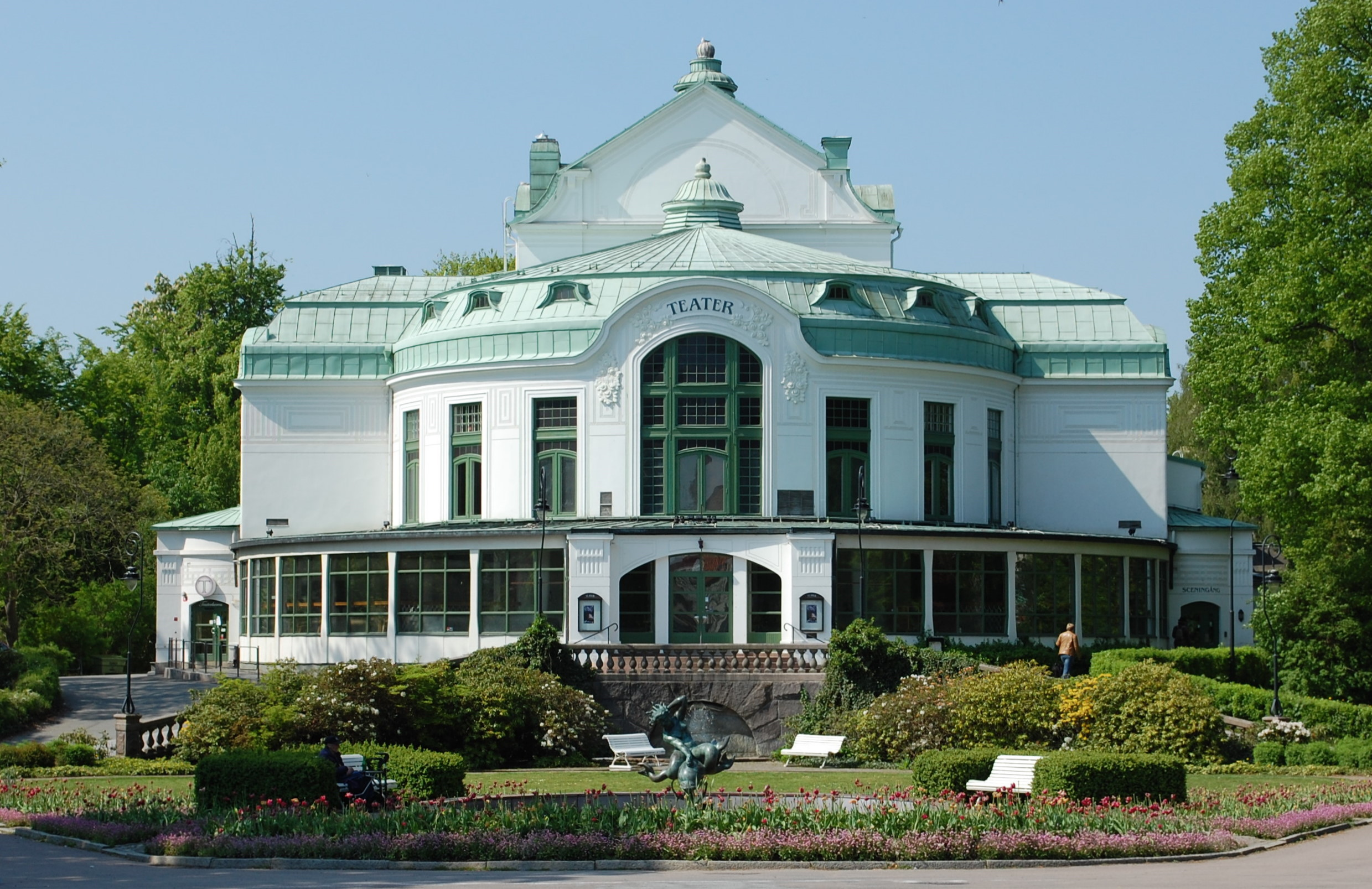
Theater Kristianstad

Das Theater Kristianstad ist das Theater der schwedischen Stadt Kristianstad.
Es liegt westlich der Innenstadt im Tivoliparken unweit des Ufers des Helge å.
Das Theater entstand 1906 als Ersatz für den alten, 1833 nördlich der Stadt errichteten Thalia Tempel. Architekt des im Jugendstil errichteten Gebäudes war der in Kristianstad geborene Axel Anderberg, der auch die Königliche Oper in Stockholm schuf.